# Automeris pichinchensis
Automeris pichinchensis är en fjärilsart som beskrevs av Lemaire 1976. Automeris pichinchensis ingår i släktet Automeris och familjen påfågelsspinnare. Inga underarter finns listade i Catalogue of Life.